# Textová hra

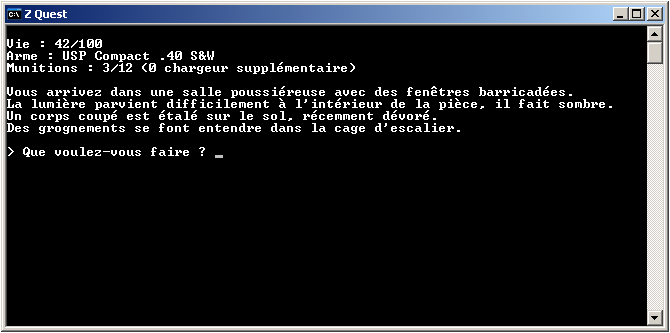
Příklad textové hry

Textová hra (též textová adventura, familiérně textovka) je počítačová hra, která popisuje děj pouze pomocí textů vypisovaných na obrazovku a je ovládaná pomocí příkazů zadávaných z klávesnice.

## Charakteristika
Pro textové hry je typický textový režim; existuje ale i mnoho her, které text vypisuje v grafickém režimu, s použitím GUI a v některých případech i s ilustracemi jednotlivých lokací (v tomto případě se tento žánr posunuje směrem k adventurám). V posledních letech začaly vznikat i hry pro nevidomé – kde vypisovaný text nahradilo mluvené slovo – které se též zařazují mezi textové. Charakteristickým prvkem ale zůstává to, že aktuální situace je hráči popisována (interpretována) slovně, zprostředkovaně.
Hráč ovládá svoji postavu, které dává příkazy – typicky přes textový řádek nebo, u „grafických textovek“, výběrem z nabídky. Typická textová hra má textovou konzoli, do které se veškerý textový vstup (odeslané příkazy) i výstup (odpovědi na příkazy, popisy lokace) vypisuje a scrolluje. Jádro hry spočívá ve vedení hry – reakcí na hráčovy příkazy.
Textové hry jsou relativně vůči ostatním žánrům jedny z nejsnadnějších na naprogramování, existují i emulátory k jejich tvorbě.

## Hraní
V konvenční textové hře ovládá hráč postavu hlavního hrdiny, který ve světě hry může přecházet mezi konkrétními místy (zvanými lokace) a manipulovat s předměty nebo interagovat s postavami, které se v těchto lokacích nacházejí. Při vstupu do lokace hra vypíše popis tohoto místa a typicky i předměty, se kterými se dá manipulovat (sebrat je, zapnout/vypnout, otevřít/zavřít, obléct/nazout, sníst/vypít nebo jinak použít). V lokaci mohou být i postavy. Je-li to ve hře naprogramováno, může s nimi hráčova postava komunikovat; předávat, brát, prodávat či kupovat od nich předměty; aplikovat na ně kouzla nebo s nimi bojovat. Je také možné, aby ve hře bylo více postav, které hráč může ovládat (např. ve hře Heroes '92 se dvěma hrdiny, kteří musejí spolupracovat).
Nevýhodou textových her je, že po jejím úspěšném dokončení hráč už nemá důvod hru hrát znovu. Jednou z prvních z her, která toto mění, je hra Hobbit, která obsahuje několik náhodných elementů, takže hru je možné při jejím opětovném hraní dokončit jiným způsobem.

## Historie
Pravděpodobně první textovkou byla americká ADVENTURE. Byla z prostředí jeskyně a poměrně dost složitá. Byla naprogramována na sálovém počítači a pochází z roku 1975.
Textové hry se objevovaly (ve stínu grafických her) v průběhu 80. let na 8bitové domácí mikropočítače a v 90. letech na 16bitové osobní počítače, v několika případech v běžné komerční distribuci. Vyvíjejí se dodnes, ale nyní téměř bez výjimky nekomerčně.

## České textovky
Jedním z českých autorů textových her František Fuka, který je mimo jiné autorem nebo spoluautorem her Belegost, Podraz 3 a Indiana Jones. Dále také Petr Fismol, který je autorem známé textovky Král Jister a provozovatelem nejstaršího a největšího serveru o textových hrách Textovkářův ráj.
- Beerland
- Rychlé šípy
- Král Jister
- Arabela
- A to snad ne
- Ataristův protiútok
- Belegost
- Město robotů
- Fuckstory